# HMS Hood (1891)
El HMS Hood fue el último de los ocho acorazados pre-dreadnought de la clase Royal Sovereign que fueron construidos y el segundo buque de la Marina Real Británica en usar dicho nombre. Debía su nombre al almirante Sir Arthur Hood, Primer Lord del Almirantazgo entre 1885 y 1889. 

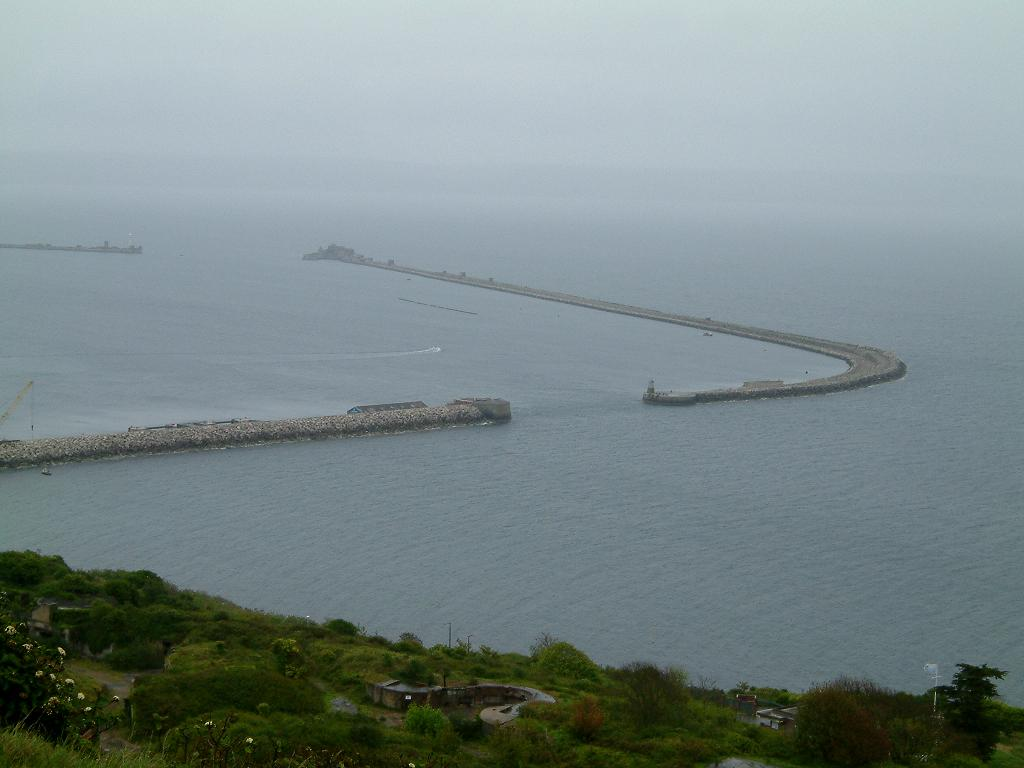
El contorno del naufragio del Hood se puede ver entre los rompeolas del puerto de Portland.

En su momento, los barcos de la clase Royal Sovereign fueron los buques de guerra de mayor tamaño jamás construidos. Los otros dos buques con el nombre HMS Hood fueron así nombrados en honor a un pariente del anterior, el almirante Samuel Hood, 1º Vizconde de Hood.
Tras iniciarse la Primera Guerra Mundial, al quedarse obsoleto frente a los modernos dreadnought, fue echado a pique para bloquear la entrada sur del Puerto de Pórtland el 4 de noviembre de 1914, una posible ruta de entrada de los submarinos alemanes. La campana del barco se utilizó más tarde como una de al menos dos campanas en el crucero de batalla HMS Hood.